# Edward Pasquale
Edward Pasquale (ur. 20 listopada 1990 w Toronto) – kanadyjski hokeista, reprezentant Kanady, olimpijczyk.

## Kariera
- Toronto Red Wings U16 AAA (2005-2006)
- Wellington Dukes (2006-2007)
- Belleville Bulls (2007)
- Saginaw Spirit (2007-2010)
- Chicago Wolves (2010/2011)
- Gwinnett Gladiators (2010/2011)
- St. John’s IceCaps (2011-2014, 2016-2016)
- Brampton Beast (2015/2016)
- Grand Rapids Griffins (2016-2017)
- Bakersfield Condors (2017)
- Syracuse Crunch (2017-2019)
- Tampa Bay Lightning (2018, 2019)
- Barys Nur-Sułtan (2019-2020)
- Łokomotiw Jarosław (2020-2022)
- Mietałłurg Magnitogorsk (2022-2023)
- Barys Astana (2023-2024)
- HC Pustertal–Val Pusteria (2024-)

Wychowanek Toronto Jr. Canadians MHA. Przez cztery sezony do 2010 występował w kanadyjskiej juniorskiej lidze OHL, grając w zespole Belleville Bulls (który wybrał go w drafcie w 2006) oraz w amerykańskim Saginaw Spirit. W tym okresie w NHL Entry Draft 2009 został wybrany przez Atlanta Thrashers. W kwietniu 2010 został zawodnikiem Chicago Wolves z AHL, zaś w maju tego roku podpisał z Atlanta Thrashers kontrakt wstępujący do NHL, lecz nie zagrał w barwach w tych rozgrywkach. Potem związał się kontraktem z Winnipeg Jets, który przedłużył w połowie 2013, lecz także nie reprezentował tego klubu w NHL. W czerwcu 2014 jego prawa zawodnicze przejął Washington Capitals, z którym wkrótce prolongował umowę, aczkolwiek również w tym przypadku nie zagrał w NHL. W połowie 2015 przeszedł do St. John's IceCaps w AHL. W połowie 2016 ogłoszono jego angaż z Detroit Red Wings, a rok potem z Edmonton Oilers, ale analogicznie nadal nie zagrał w NHL. Od lutego 2018 był zawodnikiem, z którym w czerwcu przedłużył umowę. Dopiero w tym klubie rozegrał swoje trzy jedyne mecze w NHL: 4 grudnia 2018 oraz 2 i 6 kwietnia 2019. Prócz tego od 2010 do 2019 występował w zespołach farmerskich z lig AHL i ECHL.
W czerwcu 2019 ogłoszono jego transfer do kazachskiego klubu Barys Nur-Sułtan, występującego w rosyjskich rozgrywkach KHL. Wiosną 2020 przeszedł do Łokomotiwu Jarosław, gdzie w maju 2021 przedłużył kontrakt o dwa lata. Od czerwca 2022 zawodnik Mietałłurga Magnitogorsk. W czerwcu 2023 ogłoszono jego ponowny transfer do Barysu. Od listopada 2024 zawodnik włoskiego klubu HC Pustertal–Val Pusteria.
Uczestniczył w turnieju zimowych igrzysk olimpijskich 2022.

## Sukcesy
Klubowe
- Puchar Caldera – mistrzostwo AHL: 2017 z Grand Rapids Griffins

Indywidualne
- OHL (2008/2009):
  - CHL Top Prospects Game
  - Mecz Gwiazd OHL
  - Trzeci skład gwiazd sezonu
- AHL (2009/2010):
  - Skład gwiazd pierwszoroczniaków sezonu
  - Najlepszy zawodnik tygodnia - 12 lutego 2010
- AHL (2018/2019):
  - Harry „Hap” Holmes Memorial Award[17]
- KHL (2019/2020):
  - Najlepszy bramkarz tygodnia - 15 października 2019, 2 grudnia 2019
- KHL (2020/2021):
  - Najlepszy bramkarz miesiąca - październik 2020[18], styczeń 2021[19]
  - Drugie miejsce w klasyfikacji meczów bez straty gola w sezonie zasadniczym: 5
  - Czwarte miejsce w klasyfikacji skuteczności interwencji w fazie play-off: 95,1%
  - Drugie miejsce w klasyfikacji średniej goli straconych na mecz w fazie play-off: 1,24
  - Trzecie miejsce w klasyfikacji liczby meczów bez straty gola w fazie play-off: 4
  - Najlepszy bramkarz etapu - ćwierćfinały konferencji[20]
  - Najlepszy Bramkarz Sezonu[21]
  - Złoty Kask (przyznawany sześciu zawodnikom wybranym do składu gwiazd sezonu)
- KHL (2021/2022):
  - Trzecie miejsce w klasyfikacji średniej goli straconych na mecz w sezonie zasadniczym: 1,99